# Sambiroto (Padas)
Sambiroto is een bestuurslaag in het regentschap Ngawi van de provincie Oost-Java, Indonesië. Sambiroto telt 2618 inwoners (volkstelling 2010).